# 新人王賽 (海峰棋院)
新人王賽為臺灣的職業圍棋比賽，由中華職業圍棋協會主辦、海峰棋院協辦，於2016年首次舉行。該項比賽限制未滿25歲職業棋士，且未曾獲名人、棋王、天元頭銜與聯電盃冠軍者參加。

## 賽制
- 分類：限制棋賽
- 資格：台灣未滿25歲職業棋士，且未曾獲名人、棋王、天元頭銜者與聯電盃冠軍。
- 棋規：採數子法，一律分先，黑先貼三又四分之三子（相當於7目半）
- 賽制：
  - 初賽：視報名決定賽制，選出12名晉級本賽。
  - 本賽：16強單淘汰，決賽採三番勝負決定冠軍
  - 上屆4強為本屆本賽種子，若有缺額則依照年度獎金排名替補。
- 時限：
  - 初賽：每局各用時一小時，讀秒30秒三次
  - 決賽：每局各用時二小時，保留三分鐘，讀秒60秒三次

## 獎金對局費
- 冠軍獎金：25萬元。
- 亞軍獎金：12萬元。
- 基本對局費：
  - 初賽：每局新台幣1,500元
  - 六強：每局新台幣6,000元
  - 八強：每局新台幣12,000元
  - 四強：每局新台幣20,000元。

2021年第六屆新人王賽由環旭電子冠名贊助。2023年第八屆、2024年第九屆新人王賽獎金由許皓鋐贊助。

## 歷屆新人王冠亞軍
| 屆次 | 年份   | 冠軍       | 比分 | 亞軍       | 備註                                                                     | 參考   |
| ---- | ------ | ---------- | ---- | ---------- | ------------------------------------------------------------------------ | ------ |
| 1    | 2016年 | 陳祈睿四段 | 1:0  | 林君諺七段 |                                                                          | [ 3 ]  |
| 2    | 2017年 | 許皓鋐三段 | 1:0  | 簡靖庭三段 |                                                                          | [ 4 ]  |
| 3    | 2018年 | 楊博崴六段 | 2:1  | 賴均輔三段 |                                                                          | [ 5 ]  |
| 4    | 2019年 | 林士勛六段 | 2:1  | 盧奕銓三段 |                                                                          | [ 6 ]  |
| 5    | 2020年 | 李維五段   | 2:1  | 陳祈睿六段 |                                                                          | [ 7 ]  |
| 6    | 2021年 | 陳祈睿七段 | 2:1  | 林士勛七段 | 本屆由環旭電子冠名贊助，賽事名稱為「環旭新人王賽」。陳祈睿第二度獲得冠軍 | [ 8 ]  |
| 7    | 2022年 | 林士勛七段 | 2:0  | 陳祈睿七段 | 林士勛第二度獲得新人王賽冠軍                                             | [ 9 ]  |
| 8    | 2023年 | 徐靖恩五段 | 2:0  | 李維六段   | 本屆由許皓鋐贊助                                                         | [ 10 ] |
| 9    | 2024年 | 陳祈睿八段 | 2:1  | 徐靖恩六段 | 本屆由許皓鋐贊助。陳祈睿第三度獲得新人王賽冠軍                           | [ 11 ] |

## 外部連結
- 海峰棋院-新人王賽 （页面存档备份，存于）